# Televisione ad accesso pubblico
La televisione ad accesso pubblico o televisione civica (in inglese: public access) è una forma di trasmissione televisiva messa a disposizione del cittadino da un ente governativo, che fornendo mezzi e conoscenze per la produzione di contenuti televisivi di pubblica utilità garantisce libertà di parola alla cittadinanza, solitamente la proprietaria di questo sistema tramite un'organizzazione pubblica.
Ha lo scopo di difendere il diritto all'accesso del cittadino al media televisivo diffondendone l'opinione, qualsiasi essa sia, finché questa non risulta illegale per la normativa vigente.
Secondo questo modello l'utilizzo dell'etere televisivo, sia questo attivo o passivo, al pari di aria ed acqua è una pubblica risorsa, da cui "diritto di accesso".
La tv ad accesso pubblico è una realtà radicata negli Stati Uniti, in Corea ed in Germania.

## Origini
La televisione ad accesso pubblico è nata negli Stati Uniti come conseguenza della diffusione della tv via cavo: le società responsabili per il cablaggio utilizzavano strade pubbliche per posare i cavi, e vi era un'opinione crescente che queste dovessero pagare una sorta di affitto per l'utilizzo delle infrastrutture pubbliche utilizzate per questa lucrativa attività. Nacque così nel 1968, a Dale City la prima trasmissione operata e mantenuta dalla comunità, che tuttavia non ebbe successo, chiudendo dopo due anni.
La normativa attualmente vigente negli USA ha origine dal Cable Franchise Policy and Communications Act del 1984, che concede il diritto degli enti locali di richiedere canali per l'accesso pubblico, non sottoposti al controllo editoriale delle compagnie della tv via cavo e limitandoli in maniera sostanziale della responsabilità per i contenuti mandati in onda.

## Contenuti
Negli Stati Uniti, i contenuti della tv ad accesso pubblico possono essere di tipo pubblico, educativo o governativo (PEG).
L'aspetto pubblico delle trasmissioni è evidente considerando che qualsiasi cittadino di una comunità può intervenire, seguendo un ordine di arrivo (il primo a proporsi è il primo ad intervenire). Non c'è limite prestabilito alla durata dei programmi, purché siano nel complesso neutrali e liberi nei contenuti.
I contenuti educativi sono solitamente associati alle scuole locali e compongono la maggioranza dei media utilizzati nelle scuole. La programmazione può spaziare da contenuti creati dagli studenti a trasmissioni delle assemblee scolastiche.
I contenuti ad uso governativo sono quelli riservati alle necessità degli enti locali, quali la trasmissione delle sedute del consiglio comunale, di eventi legati a elezioni ma anche di annunci di pubblica utilità o di emergenza locale.